# Treppenstufe

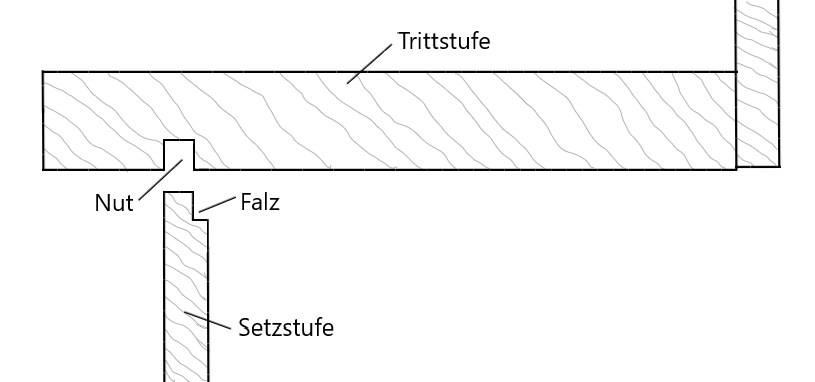
Tritt- und Setzstufe mit Nut und Falz

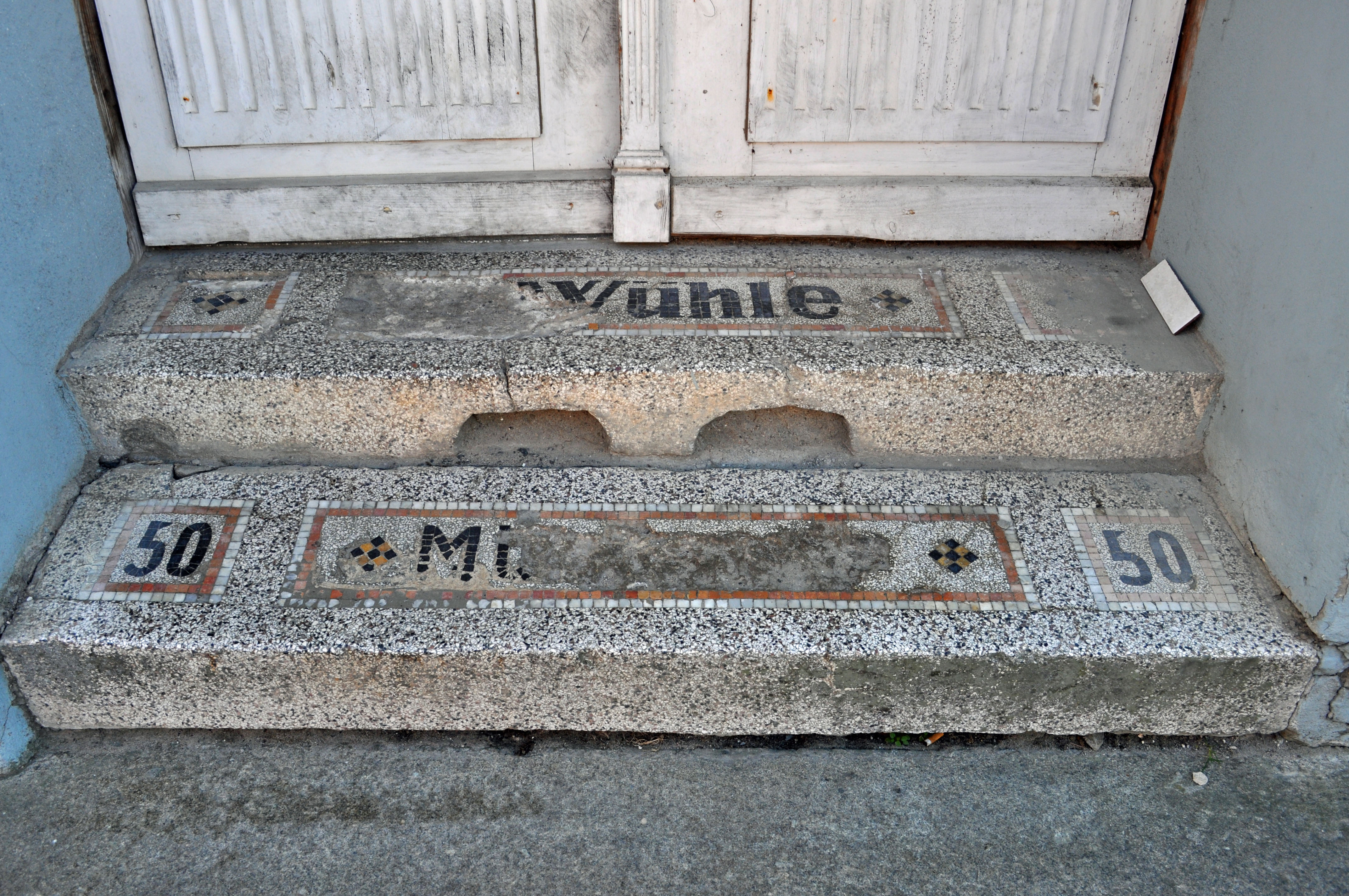
Verzierte Treppenstufe im Eingangsbereich eines Hauses in Stralsund

Eine Treppenstufe (auch Stufe oder Tritt) ist das einzelne Steigungselement einer Treppe. Eine Treppenstufe dient zur einfachen Überwindung von Höhendifferenzen. Die erste Stufe einer Treppe bezeichnet man als Antrittsstufe, die letzte als Austrittsstufe. Die Geometrie der einzelnen Treppenstufen steht in unmittelbarer Verbindung mit der Treppensteigung.

## Begriffe

Elemente und Maße einer Treppen unter Berücksichtigung der EN ISO 14122-3:2001

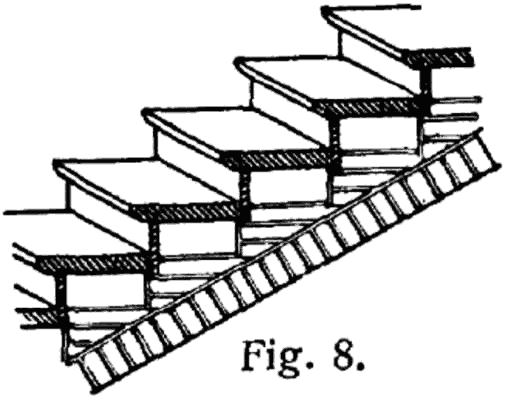
Treppenstufen mit Unterschneidung

| a. (Oberfläche) Stufe b. (Oberfläche) Setzstufe c. Freiraum d. (Kante) Antrittskante e. lichte Durchgangshöhe g. Auftritt | h. Stufenhöhe („Steigung“) H. Treppenhöhe l. Podestlänge P. Steigungslinie r. Unterschneidung t. Stufentiefe α. Steigungswinkel |

### Stufe
Als eigentliche Stufe oder Trittstufe ist die waagerechte Oberfläche (a) definiert, die betreten wird, um eine Treppe oder Treppenleiter hinauf oder hinab zu gehen.

### Antrittskante
Die Antrittskante ist die Vorderkante (d) hin zur nächsten, darunter liegenden Stufe.

### Auftritt
Als Auftritt (g zu englisch going) bezeichnet man den horizontalen Abstand der Antrittskanten zweier aufeinander folgender Stufen.

### Stufentiefe
Vom Auftritt unterschieden wird die Tiefe (t) einer Stufe, also der Abstand zwischen ihrer Antritts- und ihrer Hinterkante. Der Unterschied ergibt sich aus der Unterschneidung.

### Unterschneidung
Die Unterschneidung (r) ist der waagerechte Abstand zwischen der Antrittskante und der Hinterkante der darunter liegenden Stufe. Sie wird auch als Untertritt bezeichnet. Definiert ist sie mit:   r = t - g.

### Steigungslinie
Die (gedachte) Steigungslinie (P) ist eine Gerade, die die Antrittskanten der Treppe berührt. Handelt es sich nicht um eine gerade Treppe, so ist die Steigungslinie ein Linienzug der einer anderen gedachten Linie, der sogenannten Lauflinie folgt. Die Lauflinie gibt den mittleren Weg an, den Benutzer der Treppe oder Treppenleiter üblicherweise gehen.

### Steigung
Als Steigung (h) einer Stufe wird im Bauwesen der vertikale Abstand zur nächsten darunter liegenden Stufe bezeichnet (z. B. „17cm“). Was außerhalb des Bauwesens als „Steigung“  bezeichnet wird, wird im Bauwesen Steigungsverhältnis genannt. Dieses ist bei Treppen der Quotient aus h und g und wird dimensionslos entweder implizit in cm (z. B. „17:29“) oder als Verhältniszahl (z. B. „1:1,7“) oder als Prozentwert (z. B. „59%“) angegeben. Der Arkustangens vom Steigungsverhältnis ist der Steigungswinkel (α). Dieser ist definiert als der Winkel zwischen der Steigungslinie und deren Projektion auf die waagerechte Ebene.

### Antrittsstufe

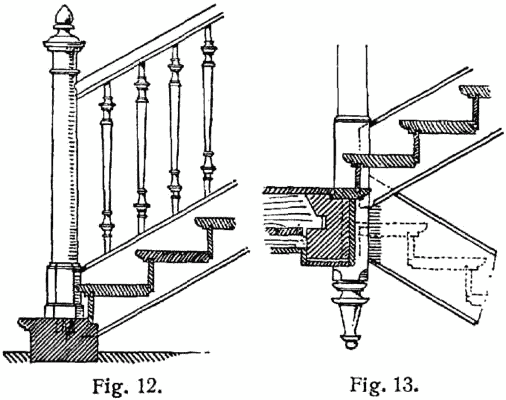
Antrittsstufe einer zweilaüfigen Treppe mit Zwischenpodest

Die Antrittsstufe ist die erste Stufe im Treppenlauf. In der einfachen Form unterscheidet sich die Antrittsstufe weder in der Form noch im Material von den anderen Stufen. Die einfachste besondere Ausführung der Antrittsstufe ist ihre Verbreiterung, wobei die Kanten, insbesondere die Seitenkanten geschwungen sein können. Eine Änderung des Materials von Holz auf Stein findet sich besonders bei hölzernen Außentreppen um das Holz vor stehender Feuchtigkeit zu schützen. Diese Materialänderung wird auch bei repräsentativen Innentreppen angewendet, um dadurch die Treppe besonders hervorzuheben. Die Antrittsstufe kann auch als ein mehr oder weniger großes Antrittspodest ausgebildet sein, bei dem ein Richtungswechsel der Lauflinie ohne gewendelte Stufen möglich ist, das ebenfalls aus einem anderen Material bestehen kann.

### Austrittsstufe
Die Austrittsstufe ist die letzte obere Stufe im Treppenlauf. Sie kann Teil des Treppenlaufes sein und ist dann wie die anderen Stufen ausgebildet. Sie kann aber auch Teil des Podestes sein. Dann ist sie in Material und Form als Teil des Podestes ausgebildet.

## Konstruktion

### Blockstufe

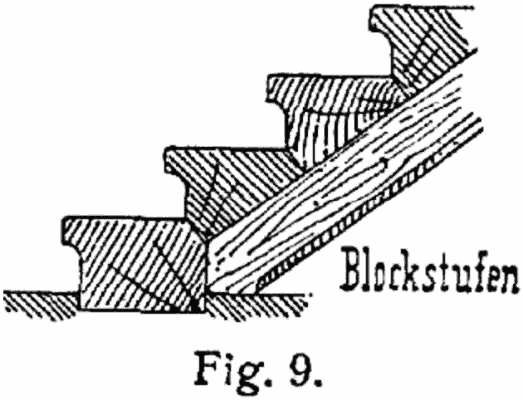
Blockstufen mit Unterschneidung

Eine Blockstufe, auch Klotzstufe genannt, ist eine massive Stufe mit rechteckigem Querschnitt abzüglich einer möglichen Unterschneidung. Die Setzstufe ist im Gegensatz zur Keilstufe immer senkrecht. Die massive Antrittsstufe, wie sie bei Holztreppen oft verwendet wird, heißt auch Blockstufe.

### Keilstufe
Keilstufen (Dreiecksstufen) sind Stufen mit keilförmigem Querschnitt. Die Unterseite einer Treppe mit Keilstufen ist nicht wie bei Blockstufen abgetreppt, sondern schräg dem Treppenlauf folgend.

### Setzstufe
Die Setzstufe ist das senkrechte Bauteil zwischen zwei Stufen. Sie wird auch Stoßstufe, Futterstufe oder Futterbrett genannt. Bei offenen Treppen entfällt die Setzstufe; dann muss der Abstand zwischen den Stufen geringer als 11 cm sein, wenn mit der Anwesenheit von Kindern von 3 Jahren und älter zu rechnen ist, geringer als 8,9 cm, wenn Kinder unter 3 Jahren anwesend sind. Dies soll verhindern, dass ein Kinderkopf dazwischen geschoben werden kann. Jedoch müssen die Steigungen trotzdem mindestens 14 cm, bei Anwesenheit von Kindern empfohlenermaßen bis maximal 17 cm, betragen.

### Kragstufe

Kragstufen

Wenn Stufen nur auf einer Seite befestigt sind, entweder direkt in der Treppenwand oder an einer Wandwange und das andere Ende frei auskragt, so wird diese als Kragstufe bezeichnet. Bei traditionell in der Wand eingelassenen massiven Steinstufen wird die Biegekraft durch das über der Stufeneinspannung liegende Mauerwerk bewältigt. Auch wenn die Stufen mittels Schwerlastdübel und justierbarer Einlassschrauben mit Stufendorn befestigt sind, muss die Torsionskraft durch das Gewicht der darüberliegenden Mauer oder durch eine unter Putz verdeckte Stahlbetonwange aufgenommen werden. Bei Stahltreppen kann eine entsprechend dimensionierte Wandwange die Drehkräfte aufnehmen. Die Stufen können dabei direkt angeschweißt oder angeschraubt sein. Auch bei Holztreppen muss die Wandwange dann wesentlich dicker dimensioniert sein, wobei die Stufen dann einen Stufendorn aus Stahl (auch rostfrei) haben, der biegesteif an der Wange verschraubt sein muss. Ähnliche Konstruktionen gibt es auch für Natursteinplattenstufen, die allerdings über eine Wandwange aus Stahl befestigt werden. Alle diese neuen Konstruktionsarten sind nur mit entsprechenden Zulassungen oder mit statischem Einzelnachweis möglich. Zu beachten ist auch, dass die Torsionskraft am Anfang und am Ende der Wange in das Podest eingeleitet werden muss.

### Weitere
- Als L-Stufe wird ein Stufenprofil meist von Betonwerkstein- oder Betonfertigteilstufen genannt, bei dem die Setzstufe an der Hinterkante der Stufe oben aufsitzt.
- Eine Winkelstufe ist ein Stufenprofil meist von Betonwerkstein- oder Betonfertigteilstufen, bei dem die Setzstufe unten an der Vorderkante der Stufe hängt.
- Eine Z-Stufe ist ein Stufenprofil meist von Betonwerkstein- oder Betonfertigteilstufen, bei dem ein Teil der Setzstufe unten an der Vorderkante der Stufe hängt und ein Teil an der Hinterkante der Stufe oben aufsitzt.
- Trittstufen aus trogförmig gekanteten Stahl- und Edelstahlblechen werden Trogtritte oder Trogstufen genannt. Bei Industrietreppen werden sie mit Gitterrosten aufgedoppelt oder mit Estrich oder Beton gefüllt verwendet. In Geschäfts- und Wohnbauten werden sie mit Estrich gefüllt als Rohstufe verwendet und mit Teppichboden, Linoleum oder anderen elastischen Bodenbelägen ummantelt.
- Asymmetrische Stufen sind Stufen von geraden Steiltreppen mit unterschiedlichen Auftrittsbreiten, die sich von Steigung zu Steigung links und rechts abwechseln.
- Als Ecktritt wird die Stufe bezeichnet, die bei gewendelten Treppen in der Ecke des Treppenraumes liegt. Es ist sinnvoll, wenn die Stufenvorderkante nicht direkt in die Ecke läuft.
- Spickeltritt genannt wird bei einer einläufig halbgewendelten Treppe die Trittstufe, die ziemlich genau in der Mitte der Wendelung – also ca. 90° gedreht – liegt. Am schönsten sieht es natürlich aus, wenn diese Stufe exakt mittig liegt, was jedoch von vielen Planungsfaktoren am An- und Austritt abhängig ist.

## Stufenmaterialien

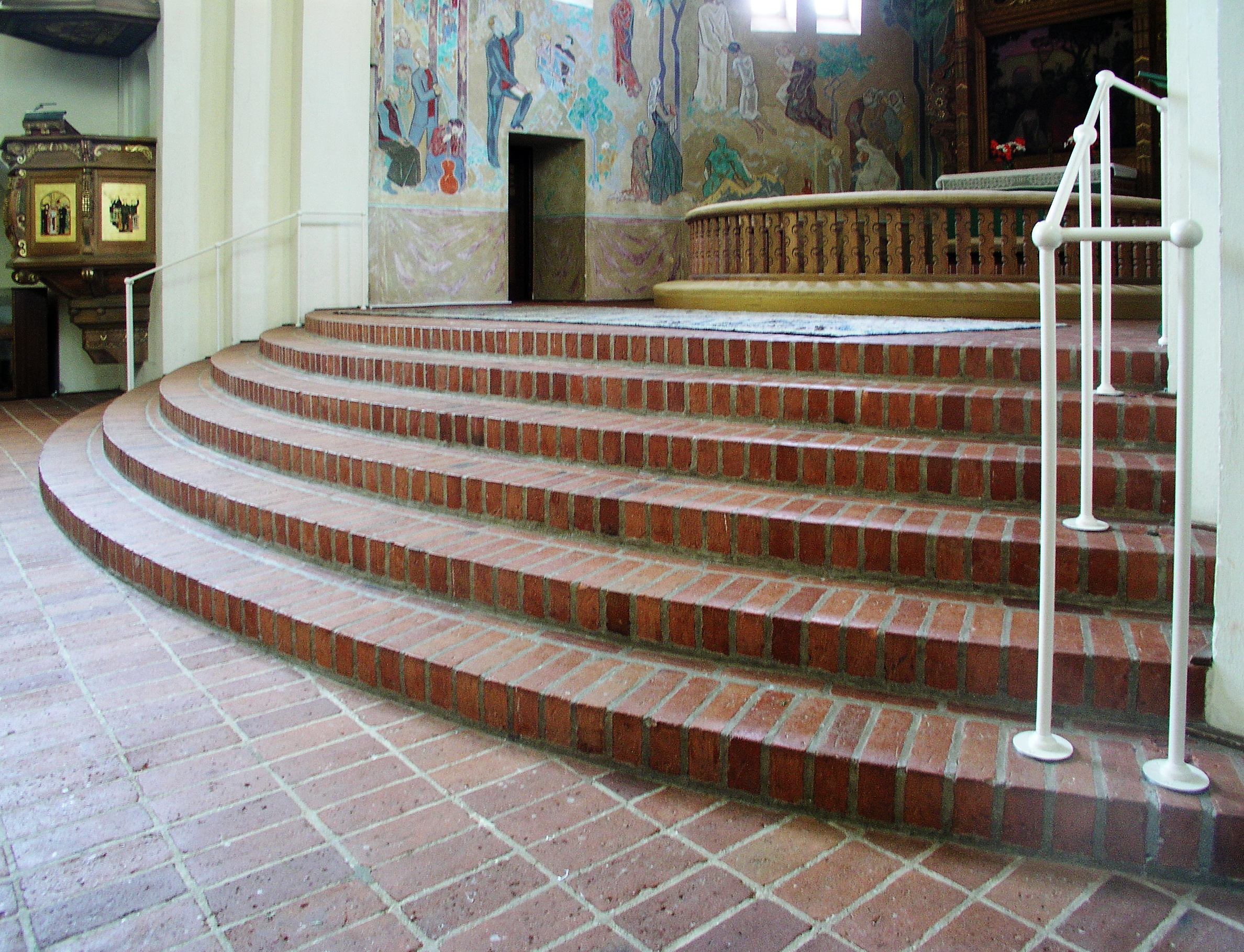
Ziegel

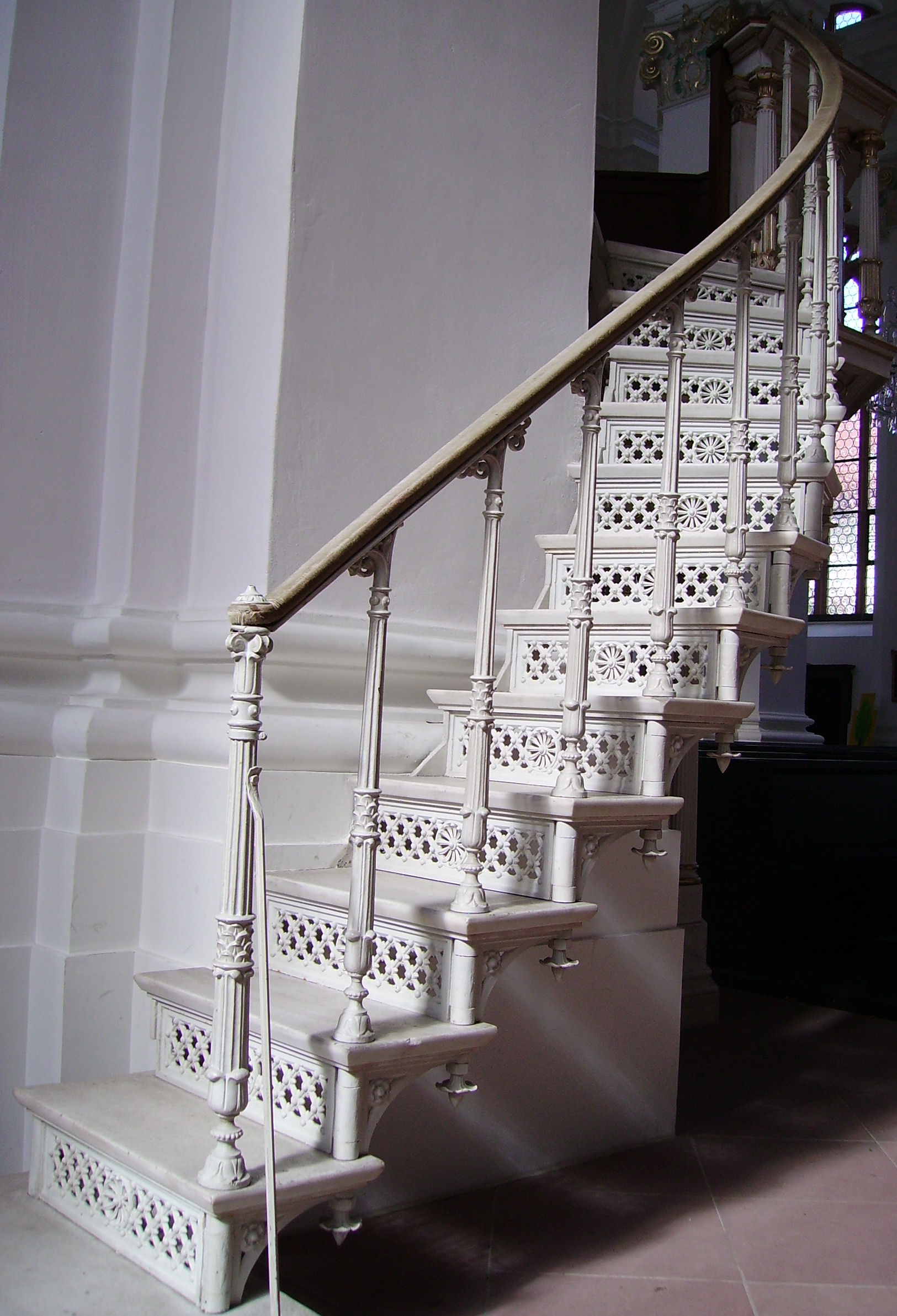
Gusseisen

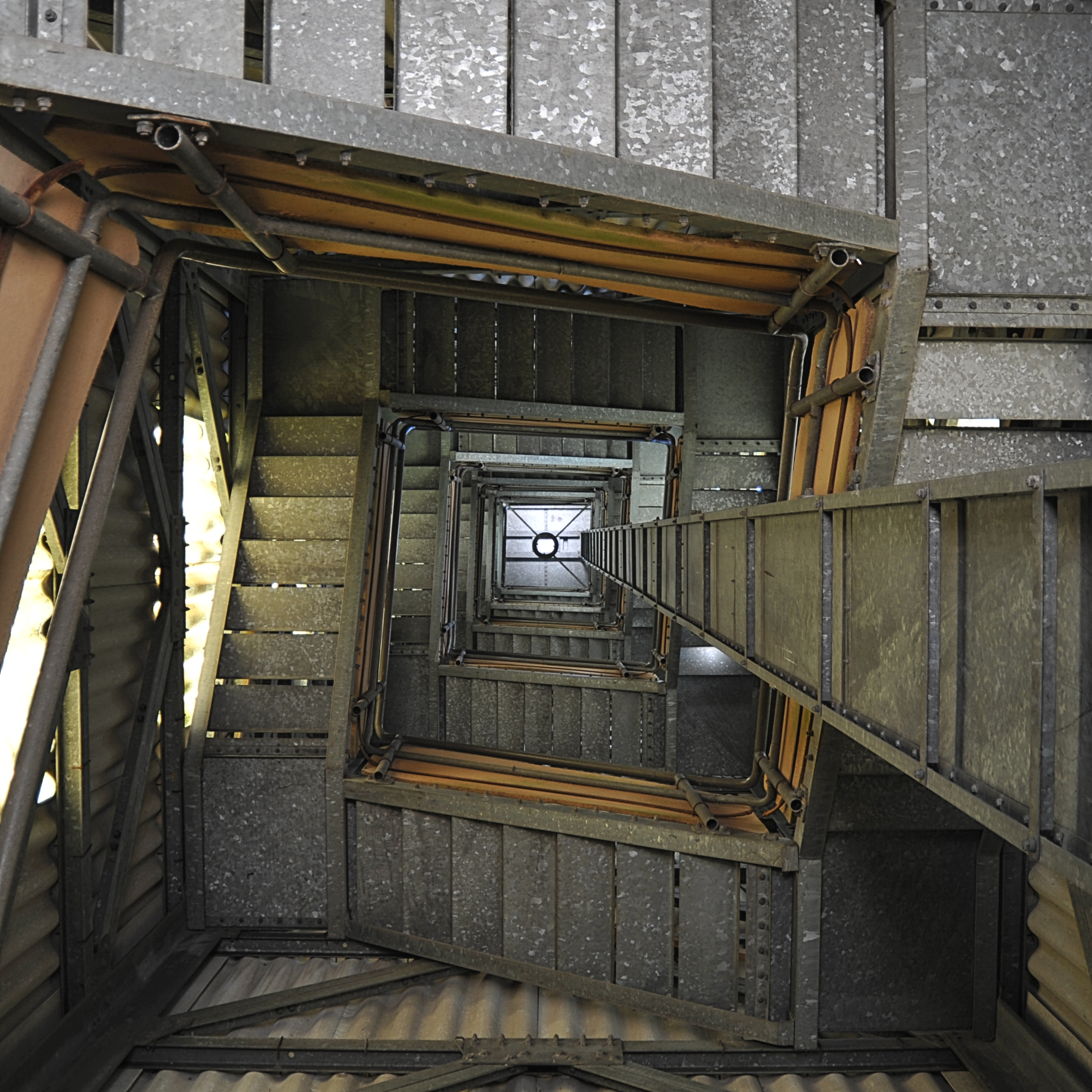
Stahl

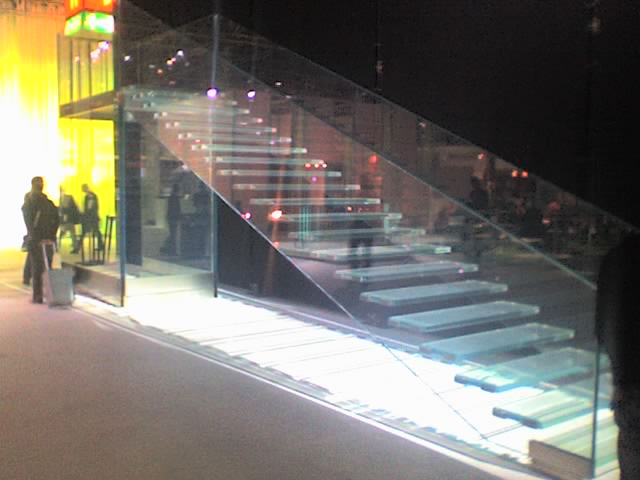
Glas

Für Treppenstufen kommen eine Vielzahl von Baustoffen zur Anwendung:
- Holz: Einfache Treppen sind aus Kiefernholz hergestellt, während bei hochwertigeren Treppen eher härtere Hölzer wie Buche oder Eiche und auch Edelhölzer zum Einsatz kommen oder aber überwiegend ausländische harte Edelholzarten wie z. B. Teak und Bangkirai.
- Naturwerkstein: Von den aus bruchrauhen Steinen hergestellten Treppen bis hin zu polierten und mit Bewehrung versehenen freitragenden Stahlbolzentreppen. Die Kriterien zum Einsatz von Naturstein sind die Festigkeit und damit auch die Bruchfestigkeit, woraus sich Mindestmaterialstärken und maximale Spannweiten ergeben. Außerdem ist die Oberflächenhärte wichtig, da sie entscheidend ist für den Abrieb und damit für das Einsatzgebiet in wenig oder vielbegangenen Bereichen. Auch die innere Struktur ist wichtig, da sie entscheidend ist für die möglichen Oberflächenbearbeitungen und damit für die Rutschfestigkeit.
  - Granit: Hohe Festigkeit, hohe Abriebfestigkeit. Verschiedene Oberflächenbehandlungen sind möglich.
  - Marmor: Wegen seiner Farbenvielfalt und seiner Maserung insbesondere bei repräsentativen Treppen. Allerdings sind die Marmore ein weicheres Gestein, was ihren Einsatz in vielbegangenen Bereichen einschränkt.
  - Sandstein: Wegen der Einschränkungen bei der Oberflächenbearbeitung und auch wegen der sehr unterschiedlichen Festigkeitsklassen und Abriebklassen eher weniger im Einsatz. Regional gesehen können sie jedoch gerade bei Altbauten sehr häufig angetroffen werden, oder auch im Außenbereich.
  - Schiefer: Wegen ihrer Einschränkungen in der Oberflächenbehandlung und vor allem wegen der geringen Festigkeit überwiegend regional bei Altbauten anzutreffen.
- Betonwerkstein: Wegen der hohen Witterungsbeständigkeit werden Betonwerksteintreppen oft im Außenbereich eingesetzt. Eine andere Bezeichnung für Betonwerkstein ist der örtlich hergestellte Terrazzo, der ebenfalls ein verschleißfester Betonwerkstein ist.
- Keramikfliesen: Fliesen aus Feinsteinzeug, Steinzeug und Spaltplatten.
- Ziegel oder Backstein: Gemauerte Treppenstufen.
- Stahlbeton: Im Industrie- und Gewerbebau oft ohne anderweitige Stufenbeläge und unverputzt eingesetzt. In Privatgebäuden, Wohngebäuden und Bürogebäuden sind sie meist tragende Unterkonstruktion für unterschiedlichste Stufenbeläge.
- Gusseisen: Modulare Treppen, wegen des besonders dekorativen Charakters heute wieder sehr beliebt.
- Stahl: Vor allem in Industriebetrieben und Gewerbebetrieben. Standardisierte, vorgefertigte Stufen. Insbesondere im Freien häufig verzinkter Gitterrost mit 20–25 mm Lochweite, gerahmt, häufig selbsttragend zwischen je 4 Befestigungspunkten.
- Edelstahl: Im exklusiven Wohnungsbau und in Empfangshallen und Geschäftsräumen, wegen der Chemikalienbeständigkeit und Bakterienresistenz des Edelstahls in Lebensmittelbetrieben. Riffelbleche oder Tränenbleche, aber auch Gitterroste aus Edelstahl.
- Aluminium, als zumindest 4 mm starkes Riffelblech oder aber als 3-dimensionales Strangpressprofil, etwa mit anpassbaren Neigung des Treppenlaufs samt Geländer als Aufgang zu einer mobilen Bühne.
- Siebdruckplatte in Alurahmen: Je Stufe ein kleinflächiges Bühnenpodestelement.

- Glas: Die Stufe ist meist ein Rahmen aus L-Stahl in den die Glasstufen eingelegt sind. Glas hat im Gegensatz zu Kunststoffen den Vorteil wesentlich kratzfester zu sein.
- Kunststoffe: Acryl oder Polycarbonat vereinen die transparenten Eigenschaften von Glas und die Bruchfestigkeit von Kunststoff.

## Stufenprofile

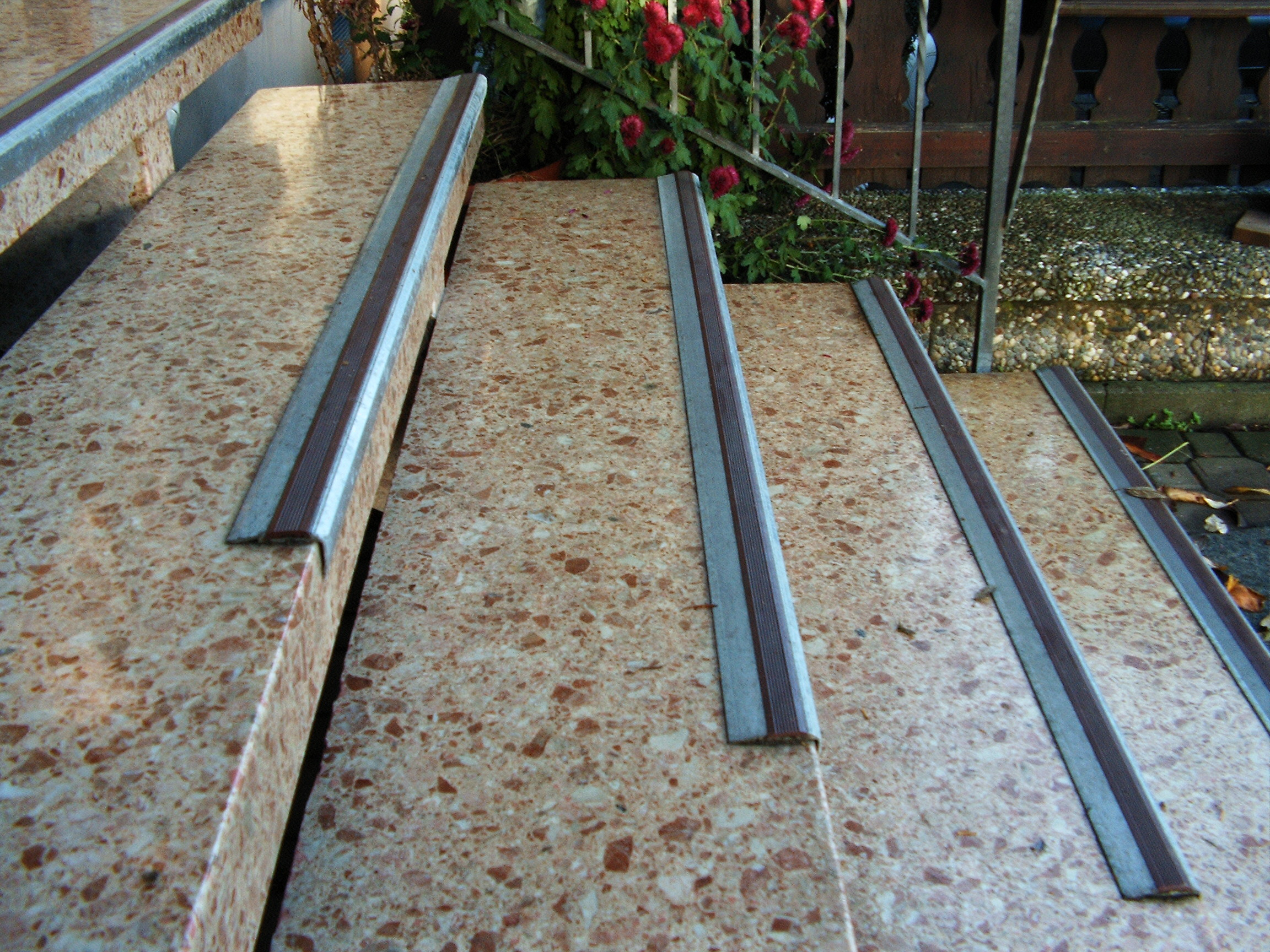
Treppe mit Stufengleitschutzprofil aus Aluminium und eingelegter Gummilippe

Die Stufenvorderkante wird bei einer Treppe am meisten beansprucht. Um die Belastbarkeit dieser Kante zu erhöhen, kann es sinnvoll sein, diese Kanten mit Metallschienen zu verstärken. Auch kann es sinnvoll sein, in diesem Bereich besondere Vorkehrungen gegen Abrutschen zu treffen. Dies können eingelegte Hartkunststoffleisten oder Metallleisten sein. Es kann aber auch eine Aufrauung von Natursteinstufen in diesem Bereich vorgesehen werden.
Ein Stufengleitschutzprofil soll ein Abrutschen des Fußes an der Stufenvorderkante verhindern. Es handelt sich um Profile, die geeignet sind, den Reibungswiderstand an der Stufenvorderkante zu erhöhen. Einfachste Lösung ist ein Aufrauen der Stufenvorderkante. Weitere Gleitschutzprofile sind die in eine Nut eingearbeitete Hartgummilippe, in Beton- oder Betonwerkstein einbetonierte Hartgummiprofile, auf die Stufen aufgeschraubte oder in die Stufen einbetonierte geriffelte Flach- oder Winkelmetallschienen, teilweise auch mit eingelegten austauschbaren Hartgummiprofilen, Kunststoffstufenkanten mit Riffelung für das Aufkleben von Kunststoff-Bahnenbelägen.